# 香港鄉村俱樂部
香港鄉村俱樂部（英語：The Hong Kong Country Club，又名深水灣鄉村俱樂部）位於香港南區黃竹坑道，坐落於僻靜的綠洲上，面向南中國海，能看到深水灣海灣，鄰近香港海洋公園。被公認為是亞洲最高尚的私人會所之一，該會所已有57年的悠久歷史。

## 歷史
從第二次世界大戰之前到1960年代，許多香港社交俱樂部的會員僅限於特定種族或民族。 在此背景下，一群香港居民開始構思，要建立一個設施完善的社交及家庭會所，讓不同國籍、不同種族的居民在社交上相遇，同時不必擔心歧視問題。 在確定俱樂部現址後，俱樂部第一屆總務委員會於1961年4月舉行了成立大會，俱樂部主樓於1962年1月29日開放。
俱樂部佔地超過兩公頃，設有不少娛樂設施和餐廳。 俱樂部一直以家庭為中心，現在已吸引三代人的家庭成員。

## 設施

### 基本設施
草坪設有一個冒險遊樂場，為幼兒提供安全襯墊。 除非得到總經理的明確許可，任何時候都不得在草坪上進行球類運動。

### 娛樂設施
遊戲室、 戶外兒童遊樂區和青少年房。

### 運動
足球場、網球場、健身日記、壁球場、 健康中心、 保齡球館、游泳池、多功能活動室、斯諾克和多功能法庭。

### 其他
本會亦為會員提供宴會場地。

## 事件
2022年11月，一名報稱持有疫苗接種紀錄的Ruibin Xu男子，由亞美尼亞到港參與網球錦標賽，但比賽當日被職員指沒出示具「藍碼」的安心出行而拒絕放行，最終被拒出賽。男子在11月入稟高等法院，向賽事主辦單位及人員索償近23億港元。